# Ampersand, volume 1
Ampersand, volume 1 is een verzamelalbum van de Amerikaanse rockband IZZ. Het bevat nummers, die de band niet kwijt kon op hun eerste twee studioalbums Sliver of a sun en I move, maar in hun ogen belangrijk genoeg waren om uit te brengen. Bijna alle opanmen zijn afkomstig uit hun eigen Underground Studios in New York.

## Musici
- Tom Galgano – toetsinstrumenten, zang, akoestische gitaar
- Paul Bremner – gitaar
- Brian Coralian – drumstel, drummachine
- Greg DiMiceli – drumstel
- John Galgano – basgitaar, zang, akoestische gitaar, piano

Met
- Anmarie Byrnes – zang
- Laura Meade – zang, piano

## Muziek
| Nr. | Titel                                                                          | Duur |
| --- | ------------------------------------------------------------------------------ | ---- |
| 1.  | Ancient memory (geschreven door: Tom Galgano, John Galgano, Bremner, Coralian) | 6:41 |
| 2.  | Afraid to be different (geschreven door: John Galgano)                         | 4:03 |
| 3.  | The wait of it all (geschreven door: Tom Galgano, Byrnes)                      | 5:50 |
| 4.  | One slice to go (geschreven door: Bremner)                                     | 1:55 |
| 5.  | Confusion (geschreven door: Tom Galgano, John Galgano, Byrnes)                 | 5:47 |
| 6.  | The bar song (geschreven door: John Galgano)                                   | 4:10 |
| 7.  | My best defenses (live-opnamen Manhattanville College)                         | 4:19 |
| 8.  | Molly’s jig (live-opnamen NJ Proghouse 2003)                                   | 2:36 |
| 9.  | Razor (live-opnamen The dividing line webcast 2003)                            | 7:00 |
| 10. | Another door (live-opnamen The dividing line webcast 2003)                     | 4:45 |
| 11. | Star evil Gnoma Su (live-opnamen The dividing line webcast 2003)               | 8:51 |

Ampersand, volume 2 werd in 2016 uitgegeven.